# Michael Redgrave
Michael Scudamore Redgrave, CBE, född 20 mars 1908 i Bristol, död 21 mars 1985 i Denham, Buckinghamshire, var en brittisk skådespelare och medlem av teaterfamiljen Redgrave.

## Biografi
Redgrave fick sin utbildning vid Magdalene College vid universitetet i Cambridge. Han arbetade till att börja med som journalist och skollärare innan scendebuten 1934. Filmdebut 1938 i Alfred Hitchcocks En dam försvinner.
Redgrave kom sedan att bli en av Storbritanniens mest framstående och mångsidiga aktörer. Han specialiserade sig på "intelligenta" roller, men var även en duktig komediaktör. Han hade sin storhetstid från slutet av 1940-talet och ett decennium framåt. 1947 Oscarnominerades han för sin roll i filmen Mourning Becomes Electra.
1950 spelade han Hamlet på Kronborg slott i Helsingör, Danmark, med Yvonne Mitchell i rollen som Ofelia.
Redgrave gifte sig den 20 juli 1935 med skådespelaren Rachel Kempson och är far till skådespelarna Vanessa Redgrave, Corin Redgrave och Lynn Redgrave. Han adlades 1959.

## Filmografi i urval
- 1938 – En dam försvinner
- 1939 – Stjärnorna blickar ned
- 1940 – Mord i gryningen
- 1941 – Mr Kipps
- 1945 – Gyllene vingar
- 1945 – Skuggor i natten
- 1947 – Kapten Laglös
- 1947 – Mourning Becomes Electra
- 1951 – Skuggan av en man
- 1952 – En ryslig fästman
- 1954 – De flögo österut
- 1955 – Herr Satan själv
- 1956 – 1984
- 1958 – Den stillsamme amerikanen
- 1959 – De sammansvurna
- 1962 – Långdistanslöparen
- 1965 – Hjältarna från Telemarken
- 1968 – Heidi
- 1969 – Oh, vilket makalöst krig
- 1969 – David Copperfield (TV-film)
- 1971 – Budbäraren
- 1971 – Nikolaus och Alexandra